# Фаталі Хан Хойський
Хойський, Фаталі Хан Іскендер огли (азерб. Xoyski Fətəlixan İsgəndər oğlu, 25 листопада (7 грудня) 1875—1920) — юрист, депутат Державної думи Російської імперії II скликання, пізніше азербайджанський політичний діяч і перший прем’єр-міністр Азербайджанської Демократичної Республіки.  

## Біографія
Фаталі Хан народився 7 грудня 1875 року в місті Шекі у родині Іскендер Хана Хойського, полковника Лейб-гвардії Козацького полку.  «Нащадок Хойських та Шекінських володарних ханів». 
Після закінчення Єлизаветпольської (Гянджинської) гімназії, Фаталі Хан вступив на Юридичний факультет МДУ, який закінчив із «дипломом 1-го ступеню» у 1897 році. Після кількох років юридичної практики у Сухумі, Кутаїсі, Зугдіді, Фаталі Хан був обраний незалежним депутатом від Єлизаветпольської губернії до Державної думи Російської імперії II скликання.  Також його було обрано до низки комісій: фінансової, з недоторканості особи, для розгляду подання міністерства юстиції про притягнення 55 членів Державної думи до кримінальної відповідальності (секретар) та для розгляду питання про припустимість до обговорення Державною думою законопроєкту про амністію .

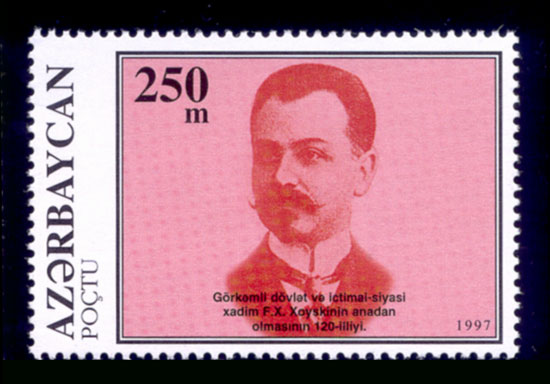
Поштова марка Азербайджану, 1997 рік

Фаталі Хан був убитий вірменськими терористами, членами партії «Дашнакцутюн»  Арамом Єрканяном та Місаком Григоряном на Ериванській площі у Тифлісі 19 червня 1920 року. 
Убивство було здійснено в рамках терористичної акції «Немезіс» партією «Дашнакцутюн», за твердженням вбивць, як помсту за різню вірменів у Баку у вересні 1918 року   . 
Його поховання забезпечило консульство Ірану в Тифлісі.
Нині його родичі проживають у Гянджі, Стамбул,Голландії, Україні

## Пам’ять
- У 1997 році було випущено поштову марку Азербайджану, присвячену Хойському.